# Lomtjärnen (Norsjö socken, Västerbotten, 721190-165940)
Lomtjärnen är en sjö i Norsjö kommun i Västerbotten och ingår i Skellefteälvens huvudavrinningsområde.